# مسرع (أداة)

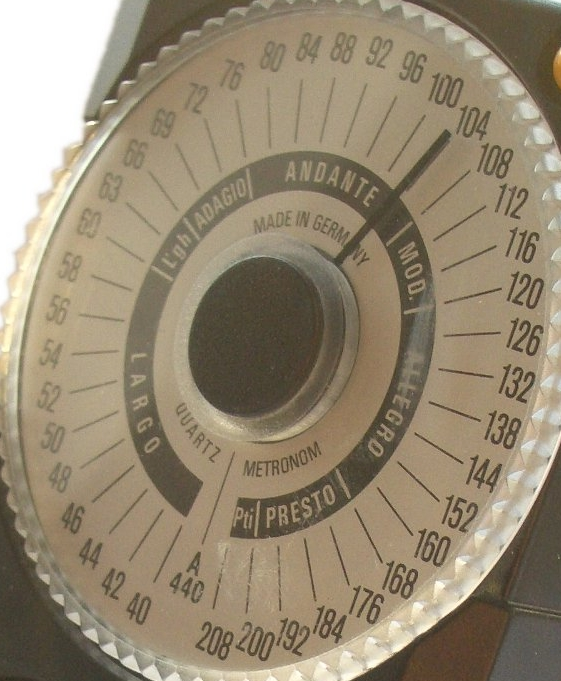
نموذج رقاص الإيقاع يستخدم في الميزان الإلكتروني.

المِسْرَع أو المُؤَقّت أو ضَبَّاط الإيقاع أو رقاص الإيقاع هو أداة تعطي تكتكة أو علامة تجزئة، عددها ثابت في الدقيقة الواحدة، و هذه التكتكة تكون منظمة وثابتة، ورقاص الإيقاع لا يشمل النبضات الصوتية فقط، فمن الممكن ان تكون بصرية كرقاص الساعة. يعود تاريخ رقاص الإيقاع إلى بدايات القرن التاسع عشر حيث حصل يوهان مايلزيل على براءة اختراع عام 1815 كأداة موسيقية تحت عنوان " آلة لتحسين أداء الآلات الموسيقية "؛ و سمي برقاص الإيقاع. يستخدم رقاص الإيقاع في الساعات للحفاظ على دقة، مماثلة لتلك المستخدمة في ساعات اليد، كما يستخدم أيضاً في الميزان الإلكتروني.